# Coordonnées paraboloïdales
En géométrie de l'espace, les coordonnées paraboloïdales sont des coordonnées orthogonales {\displaystyle (\mu ,\nu ,\lambda )} qui généralisent en trois dimensions des coordonnées paraboliques bidimensionnelles, dont les projections unidimensionnelles sont des paraboloïdes elliptiques.
Les coordonnées paraboloïdales doivent être distinguées des coordonnées paraboliques cylindriques et des coordonnées paraboliques circulaires, qui sont elles aussi des généralisations des coordonnées paraboliques bidimensionnelles.
À la différence des coordonnées paraboliques cylindriques et circulaires, et tout comme les coordonnées ellipsoïdales associées, les surfaces de coordonnées du système de coordonnées paraboliques ne sont pas produites par rotation ou par projection d'un système de coordonnées orthogonales bidimensionnel.

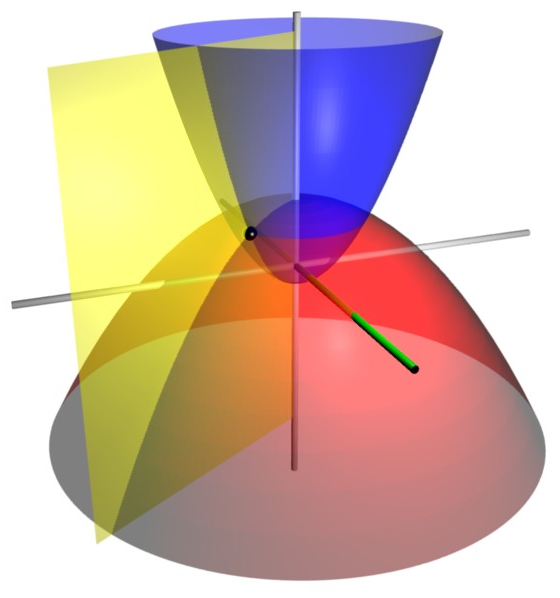
Surfaces de coordonnées des coordonnées paraboloïdales tridimensionnelles.

## Formules de base
Les coordonnées cartésiennes {\displaystyle (x,y,z)} peuvent être produites à partir des coordonnées ellipsoïdales {\displaystyle (\mu ,\nu ,\lambda )} grâce aux équations :
{\displaystyle x^{2}={\frac {4}{b-c}}(\mu -b)(b-\nu )(b-\lambda )}
{\displaystyle y^{2}={\frac {4}{b-c}}(\mu -c)(c-\nu )(\lambda -c)}
{\displaystyle z=\mu +\nu +\lambda -b-c}
avec :
{\displaystyle \mu >b>\lambda >c>\nu >0}
Par conséquent, les surfaces de constante {\displaystyle \mu } sont des paraboloïdes elliptiques à ouverture vers le bas :
{\displaystyle {\frac {x^{2}}{\mu -b}}+{\frac {y^{2}}{\mu -c}}=-4(z-\mu )}
De même, les surfaces de constante {\displaystyle \nu } sont des paraboloïdes elliptiques à ouverture vers le haut :
{\displaystyle {\frac {x^{2}}{b-\nu }}+{\frac {y^{2}}{c-\nu }}=4(z-\nu )}
alors que les surfaces de constante {\displaystyle \lambda } sont des paraboloïdes hyperboliques :
{\displaystyle {\frac {x^{2}}{b-\lambda }}-{\frac {y^{2}}{\lambda -c}}=4(z-\lambda )}

## Facteurs d'échelle
Les facteurs d'échelle pour les coordonnées paraboloïdales {\displaystyle (\mu ,\nu ,\lambda )} sont :
{\displaystyle h_{\mu }=\left[{\frac {\left(\mu -\nu \right)\left(\mu -\lambda \right)}{\left(\mu -b\right)\left(\mu -c\right)}}\right]^{1/2}}
{\displaystyle h_{\nu }=\left[{\frac {\left(\mu -\nu \right)\left(\lambda -\nu \right)}{\left(b-\nu \right)\left(c-\nu \right)}}\right]^{1/2}}
{\displaystyle h_{\lambda }=\left[{\frac {\left(\lambda -\nu \right)\left(\mu -\lambda \right)}{\left(b-\lambda \right)\left(\lambda -c\right)}}\right]^{1/2}}
Par conséquent, l'élément de volume infinitésimal est le suivant :
{\displaystyle dV={\frac {(\mu -\nu )(\mu -\lambda )(\lambda -\nu )}{\left[(\mu -b)(\mu -c)(b-\nu )(c-\nu )(b-\lambda )(\lambda -c)\right]^{1/2}}}\ d\lambda d\mu d\nu }

## Opérateurs différentiels
On peut exprimer les opérateurs différentiels courants dans les coordonnées {\displaystyle (\mu ,\nu ,\lambda )} en substituant les facteurs d'échelle dans les formules générales de ces opérateurs, qui sont applicables à toutes les coordonnées orthogonales tridimensionnelles. Par exemple, l'opérateur de gradient est le suivant :
{\displaystyle \nabla =\left[{\frac {\left(\mu -b\right)\left(\mu -c\right)}{\left(\mu -\nu \right)\left(\mu -\lambda \right)}}\right]^{1/2}\mathbf {e} _{\mu }{\frac {\partial }{\partial \mu }}+\left[{\frac {\left(b-\nu \right)\left(c-\nu \right)}{\left(\mu -\nu \right)\left(\lambda -\nu \right)}}\right]^{1/2}\mathbf {e} _{\nu }{\frac {\partial }{\partial \nu }}+\left[{\frac {\left(b-\lambda \right)\left(\lambda -c\right)}{\left(\lambda -\nu \right)\left(\mu -\lambda \right)}}\right]^{1/2}\mathbf {e} _{\lambda }{\frac {\partial }{\partial \lambda }}}
et le Laplacien s'écrit comme suit :
{\displaystyle {\begin{aligned}\nabla ^{2}=&\left[{\frac {\left(\mu -b\right)\left(\mu -c\right)}{\left(\mu -\nu \right)\left(\mu -\lambda \right)}}\right]^{1/2}{\frac {\partial }{\partial \mu }}\left[(\mu -b)^{1/2}(\mu -c)^{1/2}{\frac {\partial }{\partial \mu }}\right]\\&+\left[{\frac {\left(b-\nu \right)\left(c-\nu \right)}{\left(\mu -\nu \right)\left(\lambda -\nu \right)}}\right]^{1/2}{\frac {\partial }{\partial \nu }}\left[(b-\nu )^{1/2}(c-\nu )^{1/2}{\frac {\partial }{\partial \nu }}\right]\\&+\left[{\frac {\left(b-\lambda \right)\left(\lambda -c\right)}{\left(\lambda -\nu \right)\left(\mu -\lambda \right)}}\right]^{1/2}{\frac {\partial }{\partial \lambda }}\left[(b-\lambda )^{1/2}(\lambda -c)^{1/2}{\frac {\partial }{\partial \lambda }}\right]\end{aligned}}}

## Applications
Les coordonnées paraboloïdales peuvent être utiles pour résoudre certaines équations aux dérivées partielles. Par exemple, l'équation de Laplace et l'équation de Helmholtz sont toutes deux séparables en coordonnées paraboloïdales. Par conséquent, les coordonnées peuvent être utilisées pour résoudre ces équations dans des géométries à symétrie paraboloïdale, c'est-à-dire avec des conditions aux limites spécifiées sur des sections de paraboloïdes.
L'équation de Helmholtz est : {\displaystyle (\nabla ^{2}+k^{2})\psi =0} . En prenant {\displaystyle \psi =M(\mu )N(\nu )\Lambda (\lambda )}, les équations séparées deviennent :
{\displaystyle {\begin{aligned}&(\mu -b)(\mu -c){\frac {d^{2}M}{d\mu ^{2}}}+{\frac {1}{2}}\left[2\mu -(b+c)\right]{\frac {dM}{d\mu }}+\left[k^{2}\mu ^{2}+\alpha _{3}\mu -\alpha _{2}\right]M=0\\&(b-\nu )(c-\nu ){\frac {d^{2}N}{d\nu ^{2}}}+{\frac {1}{2}}\left[2\nu -(b+c)\right]{\frac {dN}{d\nu }}+\left[k^{2}\nu ^{2}+\alpha _{3}\nu -\alpha _{2}\right]N=0\\&(b-\lambda )(\lambda -c){\frac {d^{2}\Lambda }{d\lambda ^{2}}}-{\frac {1}{2}}\left[2\lambda -(b+c)\right]{\frac {d\Lambda }{d\lambda }}-\left[k^{2}\lambda ^{2}+\alpha _{3}\lambda -\alpha _{2}\right]\Lambda =0\\\end{aligned}}}
où {\displaystyle \alpha _{2}} et {\displaystyle \alpha _{3}} sont les deux constantes de séparation. De même, les équations séparées pour l'équation de Laplace peuvent être obtenues en prenant {\displaystyle k=0} dans l'équation ci-dessus.
Chacune des équations séparées peut être exprimée sous la forme d'une équation de Baer. La résolution directe des équations est cependant difficile, en partie parce que les constantes de séparation {\displaystyle \alpha _{2}} et {\displaystyle \alpha _{3}} apparaissent simultanément dans les trois équations.
Dans la droite ligne de l'approche ci-dessus, les coordonnées paraboloïdales ont été utilisées pour résoudre le champ électrique entourant un paraboloïde conducteur.